# Половинка (Томський район)
Полови́нка (рос. Половинка) — присілок у складі Томського району Томської області, Росія. Входить до складу Моряковського сільського поселення.
Стара назва — Базанакова.

## Населення
Населення — 211 осіб (2010; 231 у 2002).
Національний склад (станом на 2002 рік):
- росіяни — 97 %